# Alexandre César Hilarion de La Perrotine
Alexandre César Hilarion Esprit Dianous de La Perrotine, né le 20 décembre 1767 à Sérignan-du-Comtat, mort le 4 février 1859 à Sérignan-du-Comtat (Vaucluse), est un général français de la Révolution et de l’Empire.

## État des services
Il entre en service le 1er janvier 1786 comme élève sous-lieutenant à l'école du génie de Mézières, et le 1er avril 1788, il est affecté à la brigade du génie à Toulon comme lieutenant en second.
Lieutenant en premier le 1er juin 1791, il passe capitaine le 8 février 1792, et il est affecté à l’armée des Alpes le 23 septembre 1792. Le 1er septembre 1793, il rejoint la direction des fortifications de Besançon, il sert à partir du 9 novembre 1794 à l’armée du Rhin pour préparer le siège de Mayence. En 1795, il fait partie de la division de droite de l’armée du Rhin.
Le 9 novembre 1796, il est affecté à Mont-Dauphin, il est chargé de détruire les fortifications de Suse et de la Brunette. Il rejoint l'armée d'Italie en décembre 1796, il est nommé chef de bataillon le 23 janvier 1797, il est employé à la démolition des places du Piémont et à la démarcation des limites entre la France et cet État. Le 21 mars 1798, il est chargé des travaux de défense des places de Bergame, Brescia, Peschiera del Garda et de la protection de la frontière avec le Tyrol.
Le 23 février 1799, il est fait prisonnier lors du siège de Milan. Libéré le 25 mai 1799, il rentre en France pour prendre la sous-direction des fortifications à Embrun jusqu’au 20 juillet 1800. Après un nouveau passage à l’armée d’Italie en 1801, il rejoint le 16 octobre 1802, l’armée d'Helvétie comme commandant du génie, et le 20 janvier 1803, il est appelé à Alexandrie comme sous-directeur des fortifications. Il est fait chevalier de la Légion d'honneur le 21 juin 1804.
Le 7 janvier 1807, il est nommé commandant du génie du 1er corps de la Grande Armée, et le 19 février 1808, il est promu colonel. Le 11 septembre 1808, il est désigné pour servir à l'armée d'Espagne comme commandant du génie du corps d'armée du général Gouvion-Saint-Cyr. Le 10 septembre 1810, il est directeur des fortifications à Gênes, et il est créé baron de l'Empire par lettres patentes du 24 janvier 1811. Le 21 février 1811, il obtient un congé pour raisons de santé.
Le 21 février 1812, il est affecté à Toulon, et il est maintenu dans son emploi sous la Première Restauration. Il est admis à la retraite le 1er janvier 1815 avec le grade de général de brigade par ordonnance du 21 juin 1814. Le roi Louis XVIII le fait chevalier de Saint-Louis le 19 juillet 1814, et le nomme officier de la Légion d'honneur le 27 décembre 1814.
Il est maire de Sérignan-du-Comtat du 6 septembre 1830 au 6 décembre 1836 où sa tombe est visible au cimetière communal.
Son petit-fils, Henri de Dianous de la Perrotine, meurt assassiné avec la mission Flatters en février 1881.

## Dotation
- Le 17 mars 1808, il est donataire d’une rente de 4 000 francs sur les biens réservés en Westphalie.

## Armoiries
| Figure | Nom du baron et blasonnement |
| ------ | --- |
|        | Armes du baron Alexandre César Hilarion Esprit Dianous de La Perrotine et de l'Empire, décret du 19 mars 1808, lettres patentes du 29 janvier 1811, officier de la Légion d'honneur Parti, au premier d’argent à trois croisettes en pal d’azur ; au deuxième de gueules au fer de lance en bande d’argent : franc-quartier des barons tirés de l’armée – Livrées : les couleurs de l’écu. |

## Sources
- Thierry Pouliquen, « Les généraux français et étrangers ayant servis [sic] dans la Grande Armée » (consulté le 2 septembre 2013)
- (en) « Generals Who Served in the French Army during the Period 1789 - 1814: Eberle to Exelmans »
- « Cote LH/771/13 », base Léonore, ministère français de la Culture
- Chaix d’Est-Ange, Dictionnaire des familles françaises anciennes ou notables à la fin du XIXe siècle, vol. 14, 1903
- Les maires de France à travers le temps.
- A. Lievyns, Jean-Maurice Verdot et Pierre Bégat, Fastes de la Légion-d'honneur, biographie de tous les décorés accompagnée de l'histoire législative et réglementaire de l'ordre, tome 5, Bureau de l’administration, 1847, 575 p. (lire en ligne), p. 212.
- Vicomte Révérend, Armorial du Premier Empire, tome 2, Honoré Champion, libraire, Paris, 1897, p. 69.

1. ↑  « https://francearchives.fr/fr/file/ad46ac22be9df6a4d1dae40326de46d8a5cbd19d/FRSHD_PUB_00000355.pdf »